# Arantxa Sánchezová Vicariová
Arantxa Sánchezová Vicariová (* 18. prosince 1971 Barcelona) je bývalá španělská profesionální hráčka tenisu, bývalá první hráčka světového žebříčku WTA. V průběhu své kariéry vyhrála čtyři grandslamové turnaje ve dvouhře, šest turnajů v ženské čtyřhře a dva ve smíšené čtyřhře.
Sánchezová začala hrát tenis ve čtyřech letech po vzoru svých starších bratrů Emilia a Javiera, kteří byli rovněž profesionálními tenisty. Poprvé se výrazně prosadila v roce 1989, když ve finále ženské dvouhry na French Open porazila světovou jedničku Steffi Grafovou a stala se nejmladší vítězkou tohoto turnaje v historii.
V roce 2007 byla Sánchezová uvedena do tenisové síně slávy jako vůbec první španělská tenistka.

## Hráčská kariéra
Vicariová si rychle získala reputaci svou houževnatostí a vůlí se nevzdávat lehce. Americký sportovní komentátor Bud Collins jí pro její neúnavnost vytvořil přezdívku Barcelonský čmelák. Vyhrála šest deblových titulů na Grand Slamu, včetně toho na US Open 1993 (s Helenou Sukovou) a na Wimbledonu v roce 1995 (s Janou Novotnou). Také vyhrála čtyři Grand Slamy v mixu. V roce 1991 pomohla Španělské reprezentaci k zisku historicky prvního Fed Cupu a později ho získala ještě v letech 1993, 1994, 1995 a 1998. Vicariová drží rekord v počtu vyhraných utkání ve Fed Cupu (72).
Vicariová byla také součástí španělského týmu, který vyhrál Hopman Cup v roce 1990 a 2002. V průběhu své kariéry vyhrála 29 singlových a 69 deblových titulů. Hraní přerušila v listopadu 2002, ale vrátila se o dva roky později, aby si zahrála čtyřhru na několika turnajích a také na olympijských hrách 2004, kde se stala jedinou tenistkou, která se zúčastnila pěti olympijských her. Vicariová je nejúspěšnější olympioničkou Španělska v historii, když si z pěti účastí odvezla čtyři medaile, dvě stříbrné a dvě bronzové.
V roce 2005 ji TENNIS Magazine zařadil na 27. místo v žebříčku 40 nejlepších hráčů tenisové historie. Byla zařazena do tenisové síně slávy a stala se první španělskou ženou, která sem vstoupila (a třetí ve Španělsku celkem).
V roce 2009 byla přítomna na slavnostní ceremonii turnaje Mutua Madrileña Madrid Open a byl zde po ní na její počest pojmenován kurt číslo 2.

## Osobní život
Byla dvakrát vdaná, první manželství se sportovním spisovatelem Juanem Vehilsem skončilo v roce 1991. Podruhé se vdala za podnikatele Juana Santacana v září 2008. Jejich první dítě, dcera, se narodila 27. února 2009 a pojmenovali ji po matce Arantxa.